# Mala Jasikova
Mala Jasikova (cyr. Мала Јасикова) – wieś w Serbii, w okręgu zajeczarskim, w mieście Zaječar. W 2011 roku liczyła 235 mieszkańców.